# Муравьёвка (Омская область)
Муравьёвка — село в Называевском районе Омской области. Административный центр Муравьёвского сельского поселения.

## История
Основано в 1898 г. В 1928 г. состояло из 125 хозяйств, основное население — русские. Центр Муравьёвского сельсовета Называевского района Омского округа Сибирского края.

## Население
| 1926 | 2002 | 2010 |
| ---- | ---- | ---- |
| 676  | ↘455 | ↘377 |